# SHOYA (マジシャン)
SHOYA（照矢）は、日本の手品師。神楽坂マジックバー19 代表 
元高校球児だがマジシャンの道を目指すため、高校1年生でプロとして活動の幅を広げた。北海道出身であり実力派若手マジシャン。
現在は東京都神楽坂のマジックバー19という日本初の2階建劇場型マジックバーのオーナーマジシャンを務めている。
これはマジックバー史上最年少という快挙であり業界を騒然させた
マジックを始めたきっかけは小学2年生の時。
だが野球も両立していたので中学校から硬式チームに所属。
野球が本業となった。
のちに高校野球に没頭する毎日だったが、
マジックの道に進むため野球生活に終止符を打った。

## 人物
彼のマジックはマインドリンクと言った記憶と記憶を繋げることができる。
初恋の相手や好きな食べ物も全ての記憶を繋げてしまうという脅威のマジックだ。
|date=2020年4月}
現在活動している1部としては「里親会」と呼ばれる協会の年に一度行われる交流会でボランティアで子供達にパフォーマンスを行っている。人を笑顔にすることに関しては絶対の自信があり北海道No.1を目指している。
北海道のメディア出演で『今日ドキッ！』にオファーを受け2度目の出演をきっかけに、マジックバーTRICKにも出演中。その時共演したのが北海道最大級のマジックバーTRICKの店長でもありテクニックでは郡を抜いているマジシャン翼と副店長まおと共演し、マジックバーTRICKのメンバーとしてチームに加わった。